# Gliese 832
Gliese 832 – gwiazda w gwiazdozbiorze Żurawia, odległa o około 16,2 lat świetlnych od Ziemi. Okrąża ją planeta pozasłoneczna.

## Nazwa
Nazwa „Gliese” pochodzi od nazwy katalogu Gliesego, a numer „832” to numer kolejny gwiazdy w katalogu. Znana jest także jako HD 204961, HIP 106440 i LHS 3685.

## Charakterystyka
Gliese 832 jest czerwonym karłem, gwiazdą ciągu głównego należącą do typu widmowego M2. Gwiazda ma jasność równą 2,0–2,6% jasności Słońca i temperaturę 3580 K. Jej masa to około 45% masy Słońca, a promień jest oceniany na ok. 0,5 promienia Słońca. Jej wskaźnik barwy (B-V) wynosi 1,504. Gwiazda jest źródłem promieniowania rentgenowskiego.

## Układ planetarny
Wokół gwiazdy krąży planeta Gliese 832 b, odkryta w 2008 roku, która okrąża gwiazdę w czasie 10,5 roku. W 2014 roku odkryto także inny sygnał, który uznano za przejaw istnienia drugiej planety, oznaczonej Gliese 832 c, ale w kolejnych latach okazał się on być związany z obrotem samej gwiazdy. Planeta Gliese 832 b to gazowy olbrzym podobny do Jowisza, wywołujący silny sygnał zmian prędkości radialnej gwiazdy. Domniemana mniejsza planeta miała być superziemią znajdującą się w ekosferze gwiazdy.
| Towarzysz | Masa minimalna [MJ] | Okres orbitalny [d] | Półoś wielka [au] | Ekscentryczność |
| b         | 0,74 ± 0,06 MJ      | 3838 +47−49         | 3,60 ± 0,36       | 0,04 ± 0,02     |